# Kate Mara
Pour les articles homonymes, voir Mara.
Kate Mara est une actrice américaine, née le 27 février 1983 à Bedford (État de New York).
Après plusieurs seconds rôles à la télévision américaine et au cinéma, comme dans Shooter, tireur d'élite (2007) d’Antoine Fuqua et 127 Heures (2010) de Danny Boyle, elle est révélée au grand public par son rôle de Zoe Barnes dans la première saison de la série télévisée House of Cards (2013).
En 2015, elle incarne Susan Storm / la Femme invisible dans Les 4 Fantastiques, de Josh Trank et joue dans l'acclamé Seul sur Mars, de Ridley Scott.
Mais c'est à la télévision qu'elle revient en 2018 avec la série Pose, créée par Ryan Murphy.
Elle est la sœur de l'actrice Rooney Mara.

## Biographie

### Jeunesse et formation
Native de l'État de New York, Kate Rooney Mara est la fille de Timothy Christopher Mara, vice-président des Giants de New York, et de Kathleen McNulty (née Rooney). Elle a trois frères et sœurs : Daniel, Conor et Rooney.
Elle est également l'arrière-petite-fille d'Arthur Rooney, fondateur des Steelers de Pittsburgh et de Tim Mara, fondateur des Giants de New York. Son grand-père paternel Wellington Mara a longtemps été copropriétaire des Giants, puis son oncle John Mara prit sa succession. Elle a des origines irlandaises, allemandes, françaises[réf. souhaitée] et canadiennes du côté de sa mère, et irlandaises et italiennes du côté de son père.
Elle a étudié à l'Université Columbia de New York.

### Débuts télévisuels (années 2000)
Dans les années 2000, elle commence à se faire remarquer avec deux séries télévisées : Everwood, où elle incarne durant deux épisodes une jeune femme de 18 ans enceinte de son professeur de piano, et Nip/Tuck, où elle prête ses traits à une cheerleader bisexuelle associée dans un triangle amoureux.
Après des apparitions dans quelques séries télévisées exposées - Cold Case, Les Experts, Les Experts: Miami, Boston Public, elle décroche un rôle récurrent en 2005 dans une nouvelle série, Jack et Bobby, puis en 2006 dans 24 heures chrono, où elle joue l'analyste Shari Rothenberg.
Mais c'est au cinéma qu'elle finit par s'imposer.

### Progression et révélation (2005-2013)

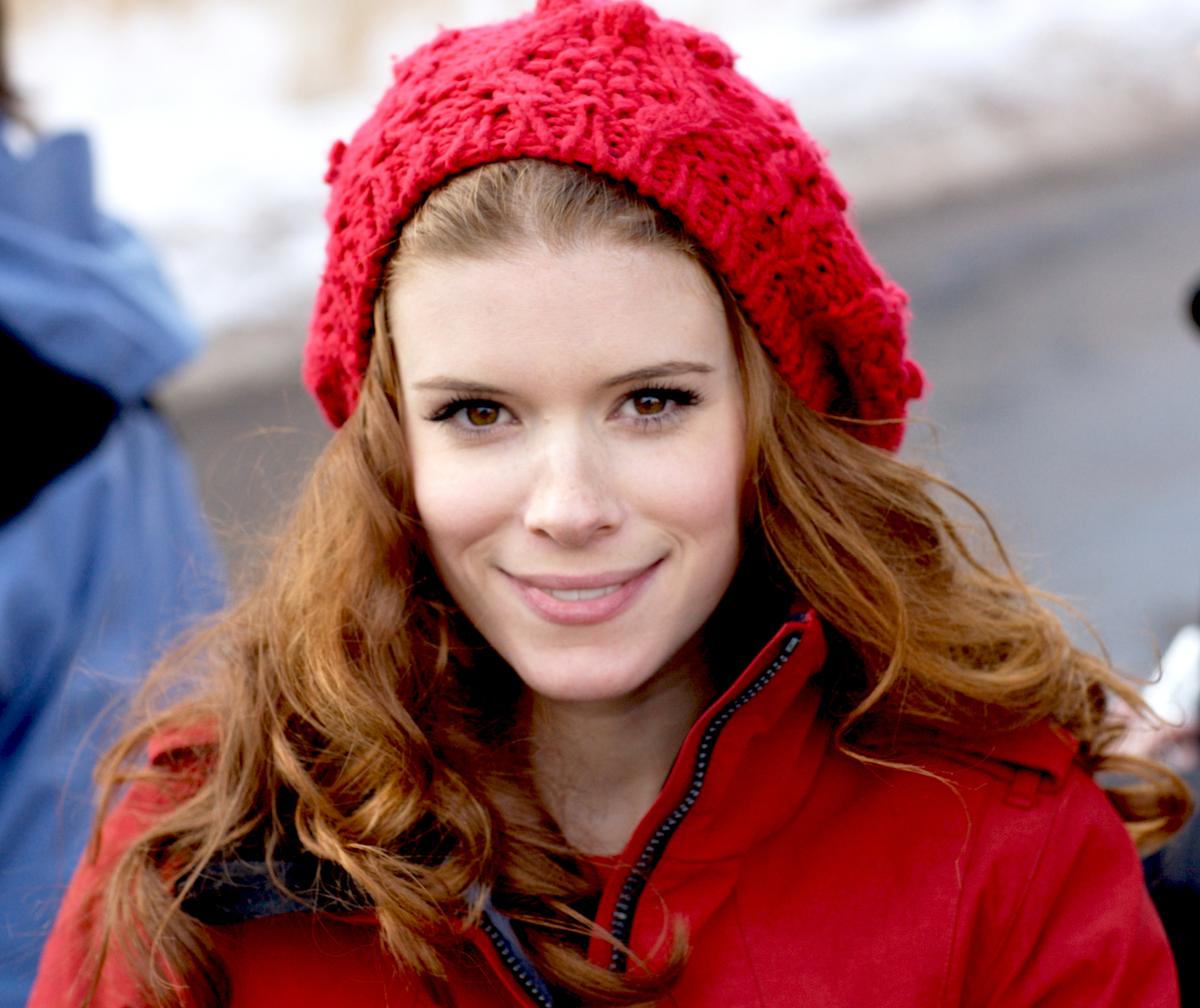
L'actrice à la première de Transsiberian au Festival de Sundance 2008.

Si elle commence sa carrière au cinéma à 14 ans notamment dans le long-métrage L'Ombre d'un soupçon (1999), c'est en 2005, qu'elle se fait remarquer en jouant le rôle de la fille d'Heath Ledger dans Le Secret de Brokeback Mountain.
Elle enchaîne alors les rôles dans plusieurs longs-métrages : serveuse et petite amie d'une des victimes d'un crash aérien dans We Are Marshall (2006), veuve d'un soldat aidant un tireur d'élite ami de son défunt mari et recherché par la police dans Shooter, tireur d'élite (2007), fugueuse dans Transsiberian (2008), plus récemment aspirante chanteuse dans Happythankyoumoreplease et randonneuse dans 127 heures (2010).
Elle évolue aussi dans plusieurs séries prestigieuses : d'abord en 2009, où elle incarne la sexy Brittany durant quatre épisodes de la comédie Entourage, puis en 2011, en interprétant Hayden McClaine dans huit épisodes de la première saison de la série anthologique horrifique American Horror Story. Mais c'est en 2013 qu'elle se fait vraiment remarquer : le rôle de la journaliste Zoe Barnes dans la première saison de la série politique House of Cards la positionne comme une actrice convoitée par Hollywood.

### Confirmation (depuis 2014)

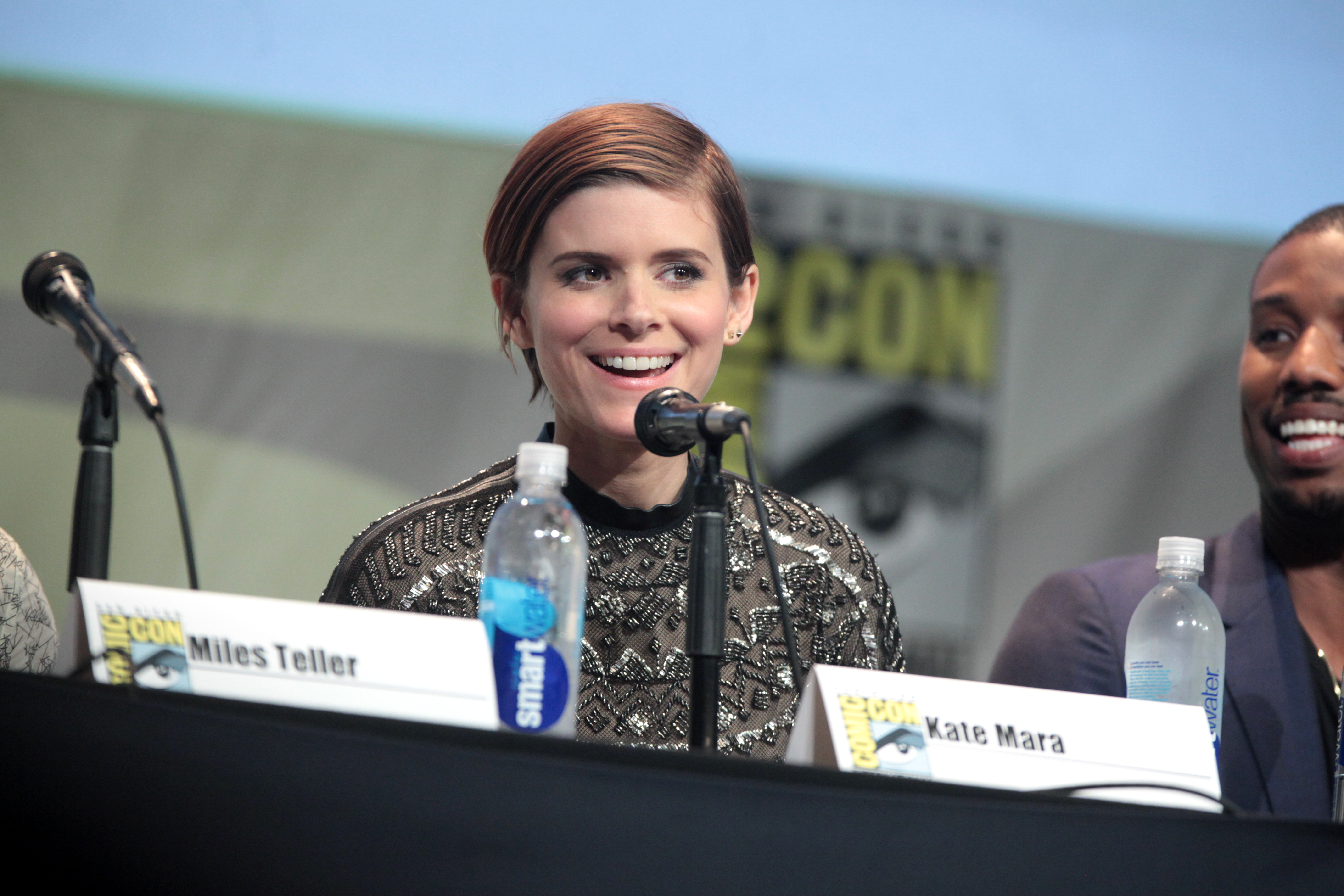
L'actrice au San Diego Comic-Con 2015, pour la promotion de 4 Fantastiques.

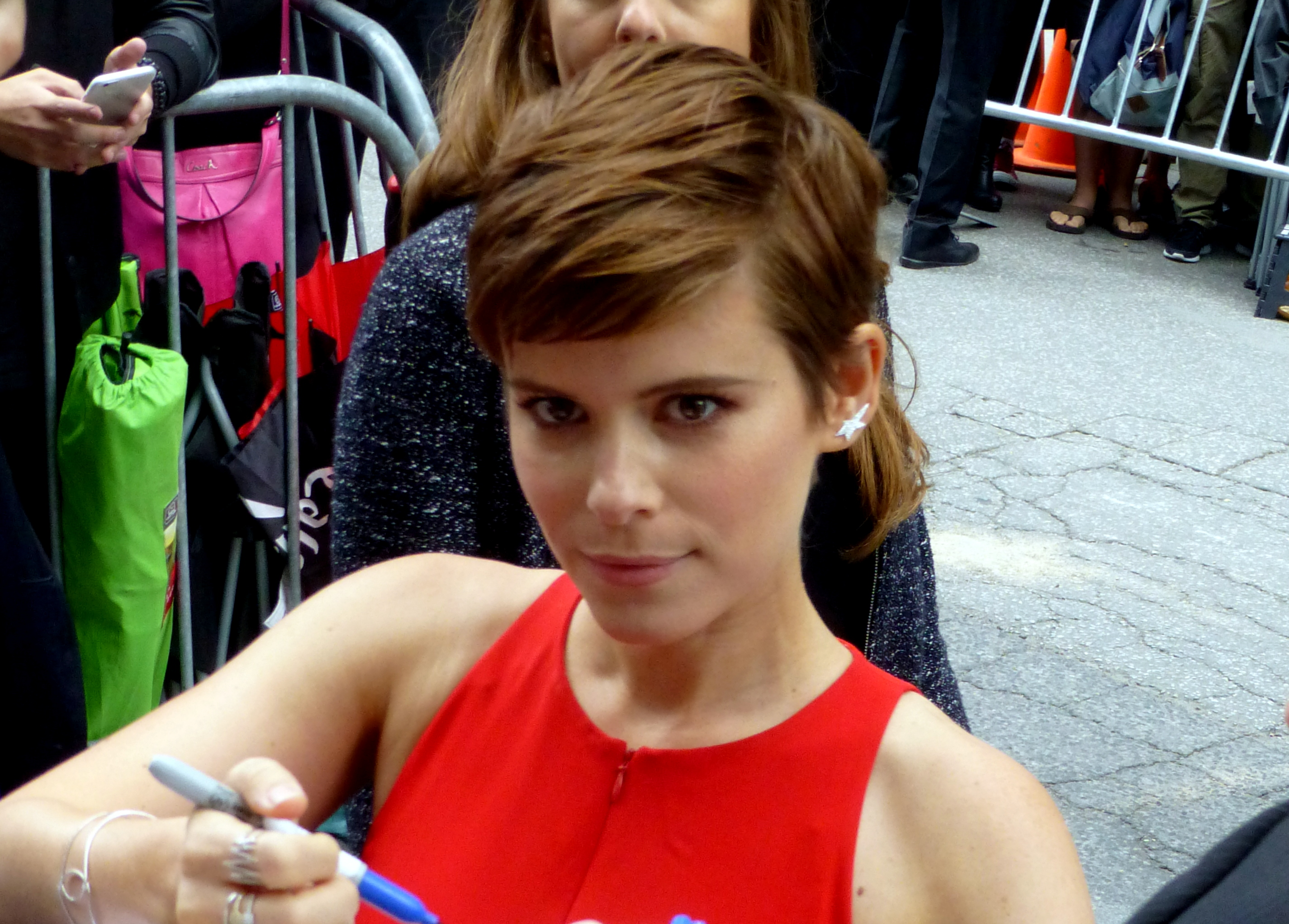
Puis à la première de Seul sur Mars au TIFF 2015.

Elle est ainsi recrutée pour plusieurs grosses productions : en 2014, elle fait partie du casting réuni autour de la star Johnny Depp dans le thriller de science-fiction Transcendance, réalisé par Wally Pfister ; mais c'est l'année suivante qui la médiatise fortement : elle incarne la Femme invisible dans une nouvelle version des 4 Fantastiques, sortie durant l'été 2015 ; en octobre, elle fait partie de la large distribution réunie autour de la star Matt Damon dans le blockbuster de science-fiction Seul sur Mars.
Entre ces deux films, elle défend deux films indépendants, sortis en septembre de façon plus confidentielle.  D'abord le thriller  post-apocalyptique Man Down, de Dito Montiel, où elle donne la réplique à Shia LaBeouf.  Puis le drame Captive, inspiré d'une histoire vraie et réalisé par le vétéran Jerry Jameson.  Mara y partage la vedette avec David Oyelowo, incarnant une mère toxicomane victime d'une prise d'otage.   
Par la suite, elle est la tête d'affiche de plusieurs films indépendants : comme le film de science-fiction horrifique Morgane, de Luke Scott dans lequel on retrouve également une jeune Anya Taylor-Joy, ou le biopic Megan Leavey dans lequel Kate Mara joue le rôle-titre, celui d'une soldate experte en déminage qui forge un lien privilégié avec son chien. 
L'année 2017 est marquée par la présentation au TIFF de la romance My Days of Mercy, avec Elliot Page. Le film ne sortira que début 2019. En revanche, le film de John Curran Le Secret des Kennedy, reconstitution des événements entourant l'accident de Chappaquiddick et dans lequel Kate Mara seconde Jason Clarke, sort en 2018. 
Cette même année, l'actrice fait son grand retour à la télévision sous la direction de Ryan Murphy, le créateur de American Horror Story : elle fait partie du casting principal de la série Pose, dont la première saison est diffusée durant l'été 2018. Une seconde saison est prévue pour l'été suivant.

## Vie privée
Kate Mara décide de devenir végétarienne après la visite d'une ferme industrielle. Cinq ans plus tard, elle devient vegan,. En 2015, elle prête sa voix et son image à la HSUS pour une vidéo de promotion du lundi sans viande.

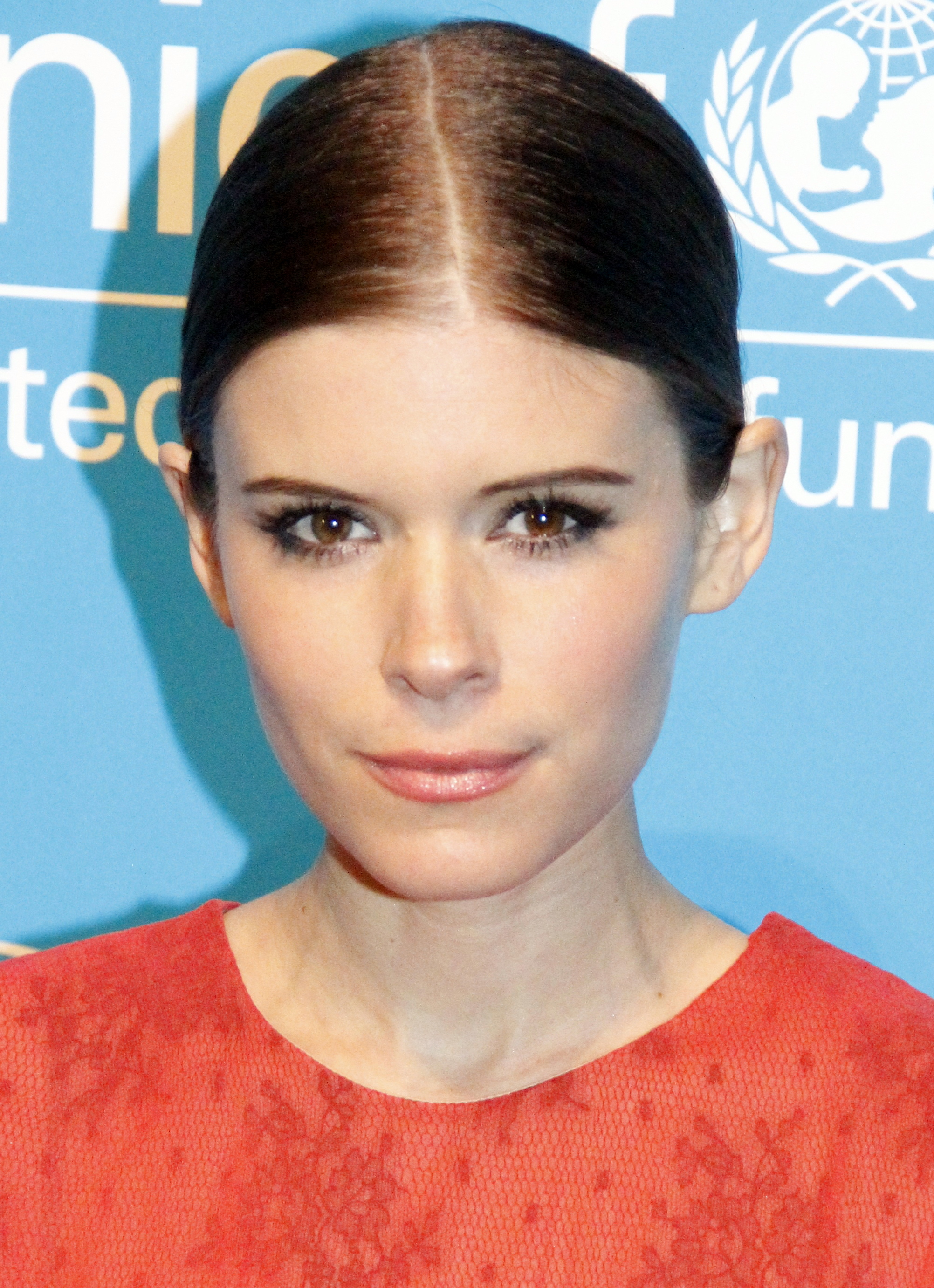
L'actrice à l'UNICEF en 2012.

En 2010, elle commence à fréquenter l'acteur anglais Max Minghella, mais ils se séparent en 2014, après quatre ans de relation. Elle aurait également eu une relation brève avec Elliot Page la même année. 
En 2012, elle a fréquenté brièvement l'acteur américain Justin Long. 
Depuis 2015, elle est en couple avec Jamie Bell, son partenaire dans Les 4 Fantastiques. En janvier 2017, ils annoncent leurs fiançailles après deux ans de vie commune. Ils se marient le 15 juillet 2017. Le 24 février 2019, lors de la soirée des Oscars organisée par Elton John, elle et son époux annoncent attendre leur premier enfant. En mai 2019, elle donne naissance à une fille. Le 10 juillet 2022, elle annonce sur son compte Instagram être enceinte de son deuxième enfant.

## Filmographie

### Cinéma

#### Longs métrages
- 1999 : Joe the King de Frank Whaley : Allyson
- 1999 : L'Ombre d'un soupçon (Random Hearts) de Sydney Pollack : Jessica Chandler
- 2002 : Séduction en mode mineur de Gary Winick : Miranda Spear
- 2005 : Urban Legend 3: Bloody Mary (Urban Legends 3: Bloody Mary) de Mary Lambert : Samantha Owens
- 2005 : Le Secret de Brokeback Mountain (Brokeback Mountain) d'Ang Lee : Alma Jr. à 19 ans
- 2005 : The Californians de Jonathan Parker : Zoe Tripp
- 2006 : Zoom : L'Académie des super-héros (Zoom) de Peter Hewitt : Summer Jones
- 2006 : We Are Marshall de Joseph McGinty Nichol : Annie Cantrell
- 2007 : Shooter, tireur d'élite (Shooter) d’Antoine Fuqua : Sarah Fenn
- 2007 : Tellement menteur (Full of it) de Christian Charles : Annie Dray
- 2008 : Transsibérien (Transsiberian) de Brad Anderson : Abby
- 2009 : La Pierre du Destin (Stone of Destiny) de Charles Martin Smith : Kay
- 2009 : The Open Road (en) de Michael Meredith (en) : Lucy
- 2010 : 127 Heures (127 Hours) de Danny Boyle : Kristi
- 2010 : Happythankyoumoreplease de Josh Radnor : Mississippi
- 2010 : Peep World de Barry W. Blaustein : Meg
- 2010 : Iron Man 2 de Jon Favreau : Un marshal
- 2011 : Le Sang des Templiers (Ironclad) de Jonathan English : Lady Isabel
- 2012 : Cold Blood (Deadfall) de Stefan Ruzowitzky : Hanna
- 2012 : 10 ans déjà ! (Ten Years) de Jamie Linden : Elise
- 2013 : Fighting Jacob : Becky
- 2014 : Transcendance (Transcendence) de Wally Pfister : Bree
- 2015 : Les 4 Fantastiques (Fantastic Four) de Josh Trank : Susan Storm / la Femme invisible
- 2015 : Man Down de Dito Montiel : Natalie Drummer
- 2015 : Seul sur Mars (The Martian) de Ridley Scott : Beth Johanssen
- 2015 : Captive de Jerry Jameson : Ashley Smith
- 2016 : Morgane (Morgan) de Luke Scott : Lee Weathers
- 2017 : My Days of Mercy de Tali Shalom-Ezer : Mercy
- 2017 : Le Secret des Kennedy (Chappaquiddick) de John Curran : Mary Jo Kopechne
- 2017 : Megan Leavey de Gabriela Cowperthwaite : Megan Leavey
- 2022 : Call Jane de Phyllis Nagy : Lana
- 2026 : Bucking Fastard de Werner Herzog

#### Courts métrages
- 2004 : Time Well Spent de Tom Chilcoat : Une fille
- 2009 : Big Guy de David Oyelowo : Kate

### Télévision

#### Séries télévisées
- 1997 : New York, police judiciaire (Law and Order) : Jenna Elrich (saison 8, épisode 8)
- 2000 : Madigan de père en fils (Madigan Men): Julia
- 2000 : Ed : Kelly Kovacs
- 2001 : New York, unité spéciale (Law & Order: Special Victims Unit) : Lori (saison 2, épisode 9)
- 2002 : Everwood : Kate Morris
- 2003 : Nip/Tuck : Vanessa Bartholomew
- 2003 : Boston Public : Helena Gelbke
- 2003 : Cold Case : Affaires classées (Cold Case) : Jill Shelby en 1976
- 2004 : Prodigy (téléfilm)
- 2004 : Les Experts : Miami (CSI: Miami) : Stephanie Brooks
- 2004 : Les Experts (CSI: Crime Scene Investigation) : Janelle Macklin
- 2005 : Jack et Bobby (Jack and Bobby) : Katie
- 2006 : 24 Heures chrono (24) : Shari Rothenberg
- 2009 : Entourage : Brittany
- 2011 : American Horror Story : Hayden McClaine
- 2013 - 2014 / 2016 : House of Cards : Zoe Barnes
- 2018 : Pose : Patty Bowes
- 2020 : A Teacher : Claire Wilson
- 2023 : FBI Promotion 2009   (Class of '09) : Ashley Poet
- 2023 : Black Mirror : Lana Stanfield

### Clip
- 2013 : Holding On for Life - Broken Bells : La deutéragoniste

## Distinctions

### Récompenses
- 2015 : CinemaCon de la meilleure distribution dans un film fantastique pour Les 4 Fantastiques (Fantastic Four) (2015) partagée avec Jamie Bell, Michael B. Jordan et Miles Teller.
- 2015 : Women in Film Crystal Awards du nouveau visage de l'avenir.

### Nominations
- 1re cérémonie des Georgia Film Critics Association Awards 2012 : Meilleure actrice dans un second rôle dans un drame romantique pour Happythankyoumoreplease (2012).
- 2014 : Gold Derby Awards de la meilleure actrice invitée dans une série télévisée dramatique pour House of Cards (2013).
- 2014 : Online Film & Television Association de la meilleure actrice invitée dans une série télévisée dramatique pour House of Cards (2013).
- 66e cérémonie des Primetime Emmy Awards 2014 : Meilleure actrice invitée dans une série télévisée dramatique pour House of Cards (2013).
- 35e cérémonie des Razzie Awards 2015 : Pire combo à l'écran dans un film fantastique pour Les 4 Fantastiques (Fantastic Four) (2015) partagée avec Jamie Bell, Michael B. Jordan et Miles Teller.

## Voix francophones
En France, Kate Mara est doublée par plusieurs comédiennes. Noémie Orphelin et Nathalie Bienaimé, l'ont doublée à quatre reprises.
Au Québec, Claudia-Laurie Corbeil est la voix québécoise régulière de l'actrice.